# 1048
 Năm 1048 là một năm trong lịch Julius. 